# Hrad Vaduz
Hrad (zámek) Vaduz (německy Burg (Schloss) Vaduz), dříve také zvaný Hohenliechtenstein, je oficiální rezidencí lichtenštejnské knížecí rodiny. Nachází se na skalnaté plošině nad Vaduzem, stejnojmenným hlavním městem Lichtenštejnského knížectví. Jedná se o soukromé sídlo knížecí rodiny a není přístupné veřejnosti. Panující kníže zde přijímá oficiální návštěvy.

## Historie

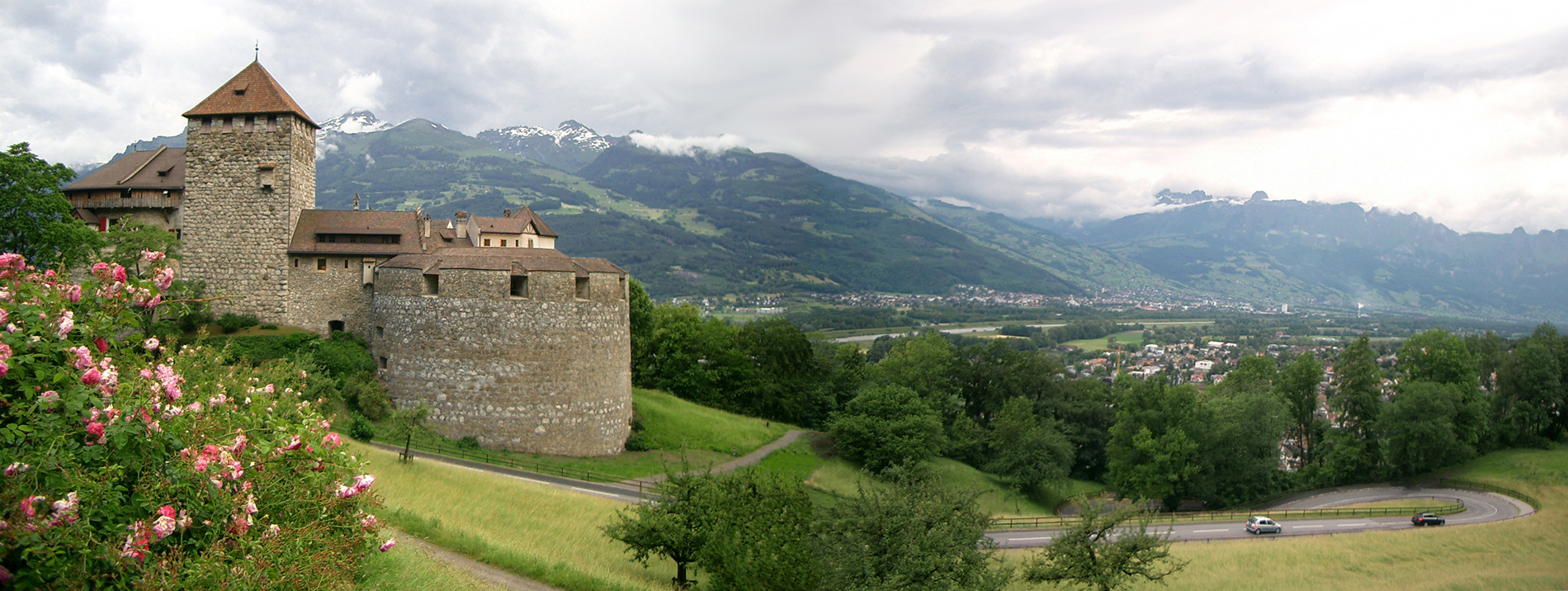
Panorama údolí Rýna s vaduzským hradem (pohled na západ)

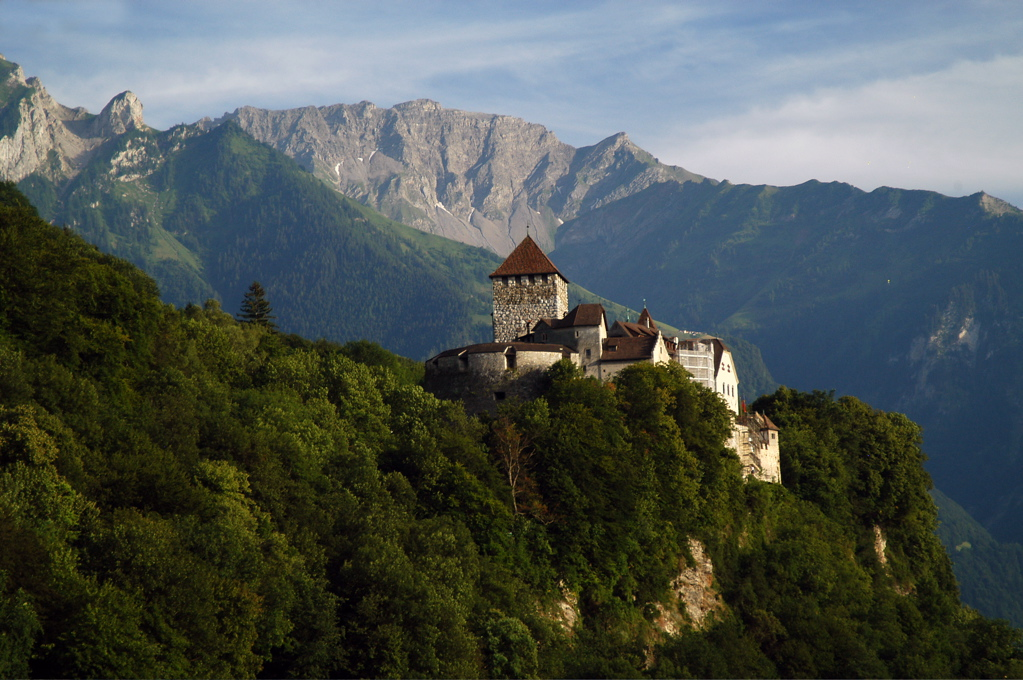
Pohled na hrad ze severu

Nejstarší částí hradu je čtverhranný bergfrit (obranná věž) z 12. století, situovaný na východní straně. Má více než 4 metry silné zdi a vchod ve výši 11 metrů nad zemí. Poprvé je hrad písemně zmíněn roku 1322 v zástavní smlouvě na 400 stříbrných marek, za něž hrabě Rudolf z Werdenbergu-Sargansu hrad zastavil fojtovi Oldřichu z Matsche.
Titul hraběte z Vaduzu vznikl roku 1342 následkem rozdělení následnictví. Hrabě Hartmann III. z Werdenbergu se na zámku usídlil a tím se Vaduz stal rezidencí místní linie vládců.
Hradní kaple svaté Anny byla v průběhu celého středověku vícekrát upravována. Během švábské války byl hrad roku 1499 vypálen vojáky Švýcarského spříseženstva.
Lichtenštejnové koupili hrad Vaduz spolu s okolním panstvím roku 1712 od vorarlberských hrabat z Emsu. V roce 1719 římskoněmecký císař Karel VI. dal svolení ke spojení panství Schellenberg s Vaduzským hrabstvím, čím dal vzniknout modernímu Lichtenštejnskému knížectví. V letech 1712–1732 hrad, respektive jeho západní část, sloužil jako sídlo zemského fojtství. Roku 1838 tu byly zřízeny kasárny se stálou posádkou.
Hrad byl restaurován v letech 1905–1920 za vlády knížete Jana II., a byl rozšířen na počátku 30. let 20. století knížetem Františkem Josefem II. Po roce 1938 se knížecí rodina do hradu přestěhovala.
Dnes hrad představuje jeden z národních symbolů Lichtenštejnska. Okolo hradu byly vysazeny vinice patřící knížecí rodině.